# 奥列舍克要塞围城战
奥列舍克要塞围城战（俄语：Осада Орешка）是在1609-1617年的英格里亞戰爭期间，在奥列舍克要塞發生的攻防戰。瑞典軍隊在經過八个月的圍攻之後，最終佔領了該要塞。直到1702年，該要塞才被彼得大帝收復。